# الرصاصة السحرية
الرصاصة السحرية هي مفهوم علمي طوره الألماني الحائز على جائزة نوبل بول إيرليش في عام 1907. أثناء عمله في معهد العلاج التجريبي، توصل إيرليش إلى فكرة أنه يمكن قتل ميكروبات معينة (مثل البكتيريا) التي تسبب أمراضًا في الجسم دون الإضرار بالجسم نفسه. أطلق عليه اسم Zauberkugel والذي يعني [الكرة السحرية في اللغة الألمانيّة]، واستخدم الترجمة الإنجليزية "Magic bullet" في بعض محاضراته في لندن.
تصور إيرليش أنه تمامًا مثل الرصاصة التي تطلق من مسدس لتصل إلى هدف معين، حيث أعتقد أنه يمكن أن تكون هناك طريقة لاستهداف الميكروبات على وجه التحديد دون الإضرار بالخلايا المحيطه. أدى بحثه المستمر لاكتشاف الرصاصة السحرية إلى مزيد من المعرفة بوظائف الجهاز المناعي للجسم، وكذلك تطوير عقار جديد يطلق عليه سالفارسان، أول دواء فعال لمرض الزهري، في عام 1909. كانت أعماله أساس علم المناعة، ومن أجل إسهاماته شارك إيلي ميتشنيكوف في جائزة نوبل عام 1908 في علم وظائف الأعضاء أو الطب.
يُطلق على اكتشاف إيرليش لسالفارسان في عام 1909 لعلاج مرض الزهري أول رصاصة سحرية. أدى ذلك إلى تأسيس مفهوم العلاج الكيميائي.

## صورة عامّة

### الأبحاث العلمية عن الأجسام المضادة
في أوائل تسعينيات القرن التاسع عشر، بدأ بول إيرليش العمل مع إميل بيرينغ، أستاذ الطب بجامعة ماربورغ. كان بيرينغ يتحقق من تأثير المواد المضادة للبكتيريا واكتشف مضادًا لسم مرض الخناق. (بالنسبة لهذا الاكتشاف، كان بيرنج أول من حصل على جائزة نوبل في علم وظائف الأعضاء أو الطب عام 1901. تم ترشيح إرليخ أيضًا لتلك السنة.) من خلال الإطلاع على أعمال بيرينج، أدرك إيرليش أن الأجسام المضادة المنتجة في الدم يمكن أن تهاجم مسببات الأمراض التي تجتاح الجسم دون أي تأثير ضار على الجسم. وتكهن أن هذه الأجسام المضادة تعمل كرصاصات تطلق من مسدس لاستهداف ميكروبات معينة. ولكن بعد إجراء مزيد من البحث، أدرك أن الأجسام المضادة تفشل أحيانًا في قتل الميكروبات مما قاده إلى التخلي عن فكرته الأولى عن الرصاصة السحرية.

### البحث عن صبغة الزرنيخ
انضم إيرليش إلى معهد العلاج التجريبي في فرانكفورت أم ماين، ألمانيا، في عام 1899، ليصبح مديرًا لمعهد أبحاثه Georg-Speyer Haus في عام 1906. ركز بحثه هنا على اختبار الأصباغ الزرنيخية لقتل الميكروبات. كان الزرنيخ سمًا سيئ السمعة، وقد تم انتقاد محاولته وتم الاستهزاء به علنًا باعتباره «دكتور فانتاسوس» الخيالي. لكن الأساس المنطقي لإيرليش كان أن التركيب الكيميائي الذي يسمى السلسلة الجانبية يشكل أجسامًا مضادة ترتبط بالسموم (مثل مسببات الأمراض ومنتجاتها)؛ وبالمثل، يمكن أن تنتج الأصباغ الكيميائية مثل مركبات الزرنيخ مثل هذه السلاسل الجانبية لقتل نفس الميكروبات. قاده هذا إلى اقتراح مفهوم جديد يسمى «نظرية السلسلة الجانبية». (في وقت لاحق من عام 1900، راجع مفهومه ليصبح «فرضية المستقبلات».) بناءً على نظريته الجديدة، افترض أنه من أجل قتل الميكروبات، «علينا أن نتعلم كيفية تصويبها كيميائيًا»).
كان معهده مناسبًا لأنه كان مجاورًا لمصنع صبغ ثم بدأ باختبار عدد من المركبات ضد الميكروبات المختلفة. كان خلال بحثه أنه صاغ مصطلحي " العلاج الكيميائي " و"الرصاصة السحرية". على الرغم من أنه استخدم الكلمة الألمانية zauberkugel في كتاباته السابقة، إلا أن المرة الأولى التي قدم فيها المصطلح الإنجليزي كان في محاضرة هاربين والتي أقيمت في لندن عام 1908. "  بحلول عام 1901، بمساعدة عالم الأحياء الدقيقة الياباني كيوشي شيغا، أجرى إيرليش تجارب على مئات الأصباغ على الفئران المصابة بمرض المثقبيات، وهو طفيلي من الأوالي يسبب مرض النوم. وفي عام 1904 نجحوا في تحضير صبغة زرنيخ حمراء أطلقوا عليها اسم Trypan Red لعلاج مرض النوم.

## اكتشاف أول رصاصة سحرية - عقار سالفارسان
في عام 1906 طور إرليش مشتقًا جديدًا من مركب الزرنيخ، والذي أطلق عليه اسم المركب 606 (الرقم الذي يمثل سلسلة جميع مركباته المختبرة). كان المركب فعالاً ضد عدوى الملاريا في حيوانات التجارب. وفي عام 1905، حدد فريتز شاودين وإريك هوفمان بكتيريا اللولبية الشاحبة على أنها الكائن الحي المسبب لمرض الزهري. بهذه المعرفة الجديدة، اختبر إرليش المركب 606 (أرسفينامين كيميائيًا) على أرنب مصاب بمرض الزهري. لم يعترف بفعاليتها. راجع Sahachiro Hata عمل Ehrlich ووجد في 31 أغسطس 1909 أن الأرنب، الذي تم حقنه بـ Salvarsan 606، قد تم شفاؤه باستخدام جرعة واحدة فقط، ولم يظهر الأرنب أي تأثير سلبي.
تضمن إجراء العلاج الطبيعي لمرض الزهري في ذلك الوقت الحقن الروتيني بالزئبق لمدة سنتين إلى أربع سنوات. أجرى إيرليش، بعد تلقي هذه المعلومات، تجارب على مرضى بشريين بنفس النجاح. بعد تجارب سريرية مقنعة، تم إعطاء المركب رقم 606 الاسم التجاري «سالفارسان»، وهو عبارة عن وعاء «لحفظ الزرنيخ». تم تقديم سالفارسان تجارياً في عام 1910، وفي عام 1913، تم طرح شكل أقل سمية، «نيوسالفارسان» (المركب 914)، في السوق. أصبحت هذه الأدوية العلاجات الرئيسية لمرض الزهري حتى ظهور البنسلين وغيره من المضادات الحيوية الجديدة في منتصف القرن العشرين.
ابتكر إيرليش مفهوم الرصاصة السحرية على أساس تطوير مادة arsphenamine وقدم العبارة الإنجليزية "Magic bullet" في محاضرات Harben لعام 1907 للمعهد الملكي للصحة العامة في لندن. ومع ذلك، فقد استخدم الكلمة الألمانية Zauberkugel والتي تعني [الكرة السحرية في اللغة الألمانيّة] في أعماله السابقة حول نظرية السلسلة الجانبية. أصبحت الرصاصة السحرية أساس البحث الصيدلاني الحديث.

## مرجع ثقافي
فيلم عن السيرة الذاتية لـ Ehrlich Dr. Ehrlich's Magic Bullet تم إنتاجه في عام 1940 بواسطة Warner Bros. أخرجه ويليام ديترل وبطولة إدوارد ج.روبنسون. اعتمدت خدمة الصحة العامة بالولايات المتحدة الفيلم المختصر لشرح مفهوم Magic Bullets كوسيلة تعليمية.